# Gljúfrasmiður
Der Gljúfrasmiður (isl. Schluchtenerbauer) ist ein Wasserfall im Nordosten von Island. 
Der Wasserfall liegt etwa 5 km südlich (Luftlinie) der Mündung der Kreppa in die  Jökulsá á Fjöllum. Die Öskjuleið  verläuft etwa 1,5 km westlich. Das ist die Hochlandpiste von der Ringstraße nach Herðubreiðarlindir und weiter zur Askja im Hochland.